# Marinella

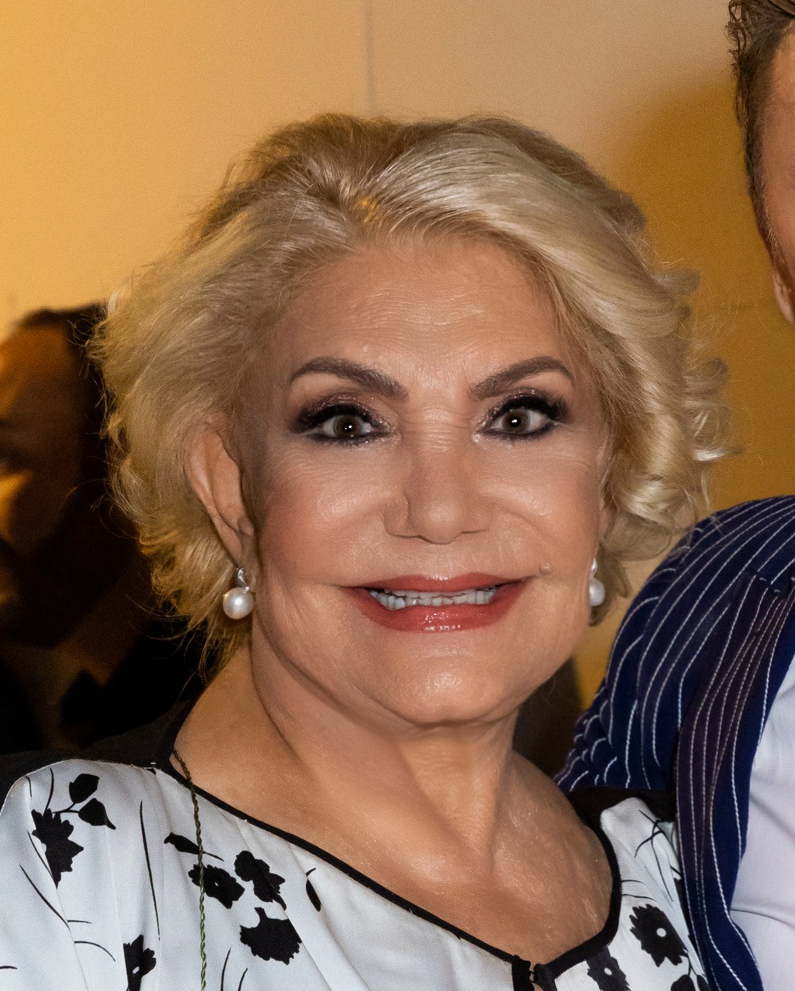
Marinella em 2022.

Marinella (em grego: Μαρινέλλα, Salonica, Grécia, 19 de maio de 1938, nascida Kyriaki Papadopoulou, em grego: Κυριακή Παπαδοπούλου), é uma das mais famosas cantoras gregas. Começou a sua carreira como cantora profissional em 1957. Desde o início de sua carreira, ele já publicou 66 álbuns pessoais (com multi-platina) e participou em álbuns de outros cantores e músicos. Marinella representou o seu país natal (Grécia) no Festival Eurovisão da Canção em 1974 com a canção "Krasi, Thalasa Ke T' Agori Mu" (Κρασί, θάλασσα και τ' αγόρι μου), onde terminou em 11º lugar com 7 pontos.